# Holotrichia yatungensis
Holotrichia yatungensis är en skalbaggsart som beskrevs av Zhang 1964. Holotrichia yatungensis ingår i släktet Holotrichia och familjen Melolonthidae. Inga underarter finns listade i Catalogue of Life.